# Paracogia acanthopoda
Paracogia este un gen de fluturi din familia Hesperiidae. Genul este monotipic și conține o singură specie, Paracogia acanthopoda (Mielke, 1977). 